# Stelio Candelli
Stelio Candelli (Trieste, 28 marzo 1931 – Roma, 14 aprile 2017) è stato un attore italiano.

## Biografia
Nato a Trieste, figlio di funzionari pubblici, nel 1954 Candelli si iscrive all'Accademia d'arte drammatica di Roma, diplomandosi nel 1957. Nello stesso anno ha fatto il suo debutto cinematografico nel film Guendalina di Alberto Lattuada. In particolare nel 1960 e nel 1970 Candelli ha ottenuto ruoli da protagonista in numerosi film di genere, spesso accreditato come Stanley Kent. È stato attivo anche sul palco e in televisione.

## Filmografia

### Cinema
- Guendalina, regia di Alberto Lattuada (1957)
- Sigfrido, regia di Giacomo Gentilomo (1958)
- Le notti di Lucrezia Borgia, regia di Sergio Grieco (1959)
- L'arciere nero, regia di Piero Pierotti (1959)
- La sceriffa, regia di Roberto Bianchi Montero (1959)
- L'ultimo dei Vikinghi, regia di Giacomo Gentilomo (1960)
- Le sette folgori di Assur, regia di Silvio Amadio (1962)
- Il trionfo dei dieci gladiatori, regia di Nick Nostro (1964)
- La valle delle ombre rosse (Der Letzte Mohikaner), regia di Harald Reinl (1965)
- Terrore nello spazio, regia di Mario Bava (1965)
- Agente segreto 777 - Operazione Mistero, regia di Enrico Bomba (1965)
- Perché uccidi ancora, regia di Edoardo Mulargia, José Antonio de la Loma (1965)
- Goldsnake Anonima Killers, regia di Ferdinando Baldi (1966)
- Un uomo chiamato Apocalisse Joe, regia di Leopoldo Savona (1970)
- Il giorno del giudizio, regia di Mario Gariazzo (1971)
- W Django!, regia di Edoardo Mulargia (1971)
- Trinità e Sartana figli di..., regia di Mario Siciliano (1972)
- Al tropico del cancro, regia di Edoardo Mulargia (1972)
- La vita, a volte, è molto dura, vero Provvidenza?, regia di Giulio Petroni (1972)
- Alleluja e Sartana figli di... Dio, regia di Mario Siciliano (1972)
- La morte scende leggera, regia di Leopoldo Savona (1972)
- L'onorata famiglia - Uccidere è cosa nostra, regia di Tonino Ricci (1973)
- La mano spietata della legge, regia di Mario Gariazzo (1973)
- Le calde labbra del carnefice, regia di Juan Bosch (1974)
- Nuda per Satana, regia di Luigi Batzella (1974)
- Piange... il telefono, regia di Lucio De Caro (1975)
- San sha ben tan xiao fu xing, regia di See-Yuen Ng (1976)
- Italia a mano armata, regia di Marino Girolami (1976)
- Le due orfanelle, regia di Leopoldo Savona (1976)
- Destinazione Roma, regia di Fred Williamson (1977)
- Clouzot & C. contro Borsalino & C., regia di Mario Pinzauti(1977)
- Yeti - Il gigante del 20º secolo, regia di Gianfranco Parolini (1977)
- Contro 4 bandiere, regia di Umberto Lenzi (1979)
- Orinoco: Prigioniere del sesso, regia di Edoardo Mulargia (1980)
- Il vizietto II, regia di Édouard Molinaro (1980)
- Hercules, regia di Luigi Cozzi (1983)
- Rage - Fuoco incrociato, regia di Tonino Ricci (1984)
- Ladies & Gentlemen, regia di Tonino Pulci (1984)
- Dèmoni, regia di Lamberto Bava (1985)
- I giorni dell'inferno, regia di Tonino Ricci (1986)
- The Messenger, regia di Fred Williamson (1986)
- War Bus, regia di Ferdinando Baldi (1986)
- O Paradeisos anoigei me antikleidi, regia di Vasilis Boudouris (1987)
- Un maledetto soldato, regia di Ted Kaplan (Ferdinando Baldi) (1988)
- La notte degli squali, regia di Tonino Ricci (1988)
- Hornsby e Rodriguez - Sfida criminale, regia di Umberto Lenzi (1992)

### Televisione
- Vendetta – serie TV (1966)
- Circus – serie TV (1975)
- Il ritorno di Simon Templar – serie TV (1979)
- Episodi della vita di un uomo, regia di Giuliana Berlinguer – fiction (1980)
- Scarlatto e nero, regia di Jerry London – fiction (1983)
- Venti di guerra, regia di Dan Curtis – miniserie TV (1983)
- Le due croci, regia di Silvio Maestranzi – fiction (1988)
- Ricordi di guerra, regia di Dan Curtis – miniserie TV (1989)
- Vendetta: Secrets of a Mafia Bride – miniserie TV (1990)
- Sangue blu – miniserie TV (1990)
- La primavera di Michelangelo, regia di Jerry London – miniserie TV (1990)
- Edda, regia di Giorgio Capitani – miniserie TV (2005)

## Teatro
- La buona moglie di Carlo Goldoni, regia di Luca Ronconi, Teatro Verdi, Pisa, 7 dicembre 1963[2]